# Por Onde Andará Stephen Fry?
| Críticas profissionais | Críticas profissionais |
| Avaliações da crítica  | Avaliações da crítica  |
| Fonte                  | Avaliação              |
| ---------------------- | ---------------------- |
| Cliquemusic            | [ 1 ]                  |

Por Onde Andará Stephen Fry? é o primeiro disco do músico e compositor brasileiro Zeca Baleiro. Seu nome basea-se numa notícia publicada no jornal Folha de S.Paulo, em fevereiro de 95, sobre o suposto desaparecimento do ator inglês Stephen Fry depois de uma crítica negativa à sua atuação numa peça de teatro em Londres.
O álbum, lançado em 1997, foi produzido pela MZA Music e distribuído pela PolyGram. Com boa recepctividade, ele atingiu a certificação de Disco de Ouro pela ABPD.

## Faixas
| N.º            | Título                                                 | Compositor(es)                             | Duração |  |
| 1.             | "Heavy Metal Do Senhor"                                | Zeca Baleiro                               | 4:00    |  |
| 2.             | "Bandeira"                                             | Zeca Baleiro                               | 3:23    |  |
| 3.             | "Mamãe Oxum (Part. Especial: Chico César)"             | Folclore, Zeca Baleiro                     | 3:52    |  |
| 4.             | "Salão De Beleza"                                      | Zeca Baleiro                               | 4:00    |  |
| 5.             | "Flor da Pele / Vapor Barato"                          | Zeca Baleiro / Jards Macalé e Waly Salomão | 3:18    |  |
| 6.             | "Essas Emoções"                                        | Donato Alves                               | 3:43    |  |
| 7.             | "Stephen Fry"                                          | Zeca Baleiro                               | 3:19    |  |
| 8.             | "O Parque De Juraci (Part. Especial: Genival Lacerda)" | Zeca Baleiro                               | 3:50    |  |
| 9.             | "Pedra De Responsa"                                    | Zeca Baleiro, Chico César                  | 4:26    |  |
| 10.            | "Kid Vinil"                                            | Zeca Baleiro                               | 4:12    |  |
| 11.            | "Skap (Part. Especial: Wanderléa)"                     | Zeca Baleiro                               | 3:31    |  |
| 12.            | "Dodói"                                                | Zeca Baleiro                               | 4:05    |  |
| 13.            | "Heavy Metal Do Senhor (Vinheta)"                      | Zeca Baleiro                               | 1:40    |  |
| Duração total: | Duração total:                                         | Duração total:                             | 47:19   |  |

## Créditos Musicais
| - Zeca Baleiro - Vocais, Viola, Composição, Palmas, Produção, Scratching, Adaptação, Arranjos - Bororo - Baixo, Viola - André Bedurê - Baixo - Nina Blauth - Caxixi - Bocato - Trombone - Paulo Barizon - Bateria - Claudio Infante - Bateria - Teo Lima - Bateria - Carlos Careqa - Coro - Dinorah - Back Vocals - Beto Lefèvre - Guitarras, Coro | - Pedro Mangabeira - Guitarras - Tuco Marcondes - Piano, Viola - Ramiro Musotto - Atabaque, Bongos, Drum Programming, Loops, Shaker, Triangle - Oswaldinho do Acordeon - Acordeon - Pirulito - Pandeiro, Surdo, Tamborim - Carlos Ranoya - Coro, Teclados, Back Vocals - Robertinho de Recife - Viola da Gamba - Claudio Rosa - Fretless Bass - Marcos Suzano - Pandeiro - Chico César - Vocais em "Pedra de Responsa" - Genival Lacerda - Vocais em "O Parque De Juraci" |

## Certificações e Vendas
| Ano  | Empresa | Certificação | Vendagem  | Ref.  |
| ---- | ------- | ------------ | --------- | ----- |
| 2000 | ABPD    | ouro         | 100.000 + | [ 4 ] |

## Prêmios e Indicações
| Ano  | Prêmio          | Indicação/Categoria | Resultado | Ref.  |
| ---- | --------------- | ------------------- | --------- | ----- |
| 1998 | Prêmio Sharp 98 | "Álbum do Ano"      | Venceu    | [ 3 ] |